# Abrics rupestres de Bhimbetka
Els abrics rupestres de Bhimbetka formen un jaciment arqueològic i són un dels llocs declarats com a Patrimoni de la Humanitat per la UNESCO. Estan situats a l'Estat de Madhya Pradesh (Índia). Abasten una àrea d'1.893 hectàrees i una zona de protecció de 10.280 ha.
Les pintures rupestres de Bhimbetka exhibeixen les restes més antigues de vida humana a l'Índia. Les pintures en la roca de l'Edat de Pedra tenen aproximadament 9.000 anys i són algunes de les més antigues del món. Segons el propi descobridor, el nom Bhimbetka (भीमबेटका) procediria de la frase dialectal bhīm bait ca (‘Bhimá que es va asseure en estes roques', un personatge de l'immens text èpic sánscrit Majábharata, dels últims segles abans de Crist).
Les coves es troben a 45 km al sud de Bhopal. Tota l'àrea està coberta per una vegetació espessa i boscos rics en fauna i flora. Tenen una significativa semblança amb altres pintures en roca en llocs com el Parc Nacional de Kakadu, a Austràlia, al desert del Kalahari i a les coves de Lascaux, a França.
El lloc va ser esmentat per primera vegada en 1888 com un lloc budista. Les pintures van ser descobertes en 1957 per l'arqueòleg indi Vishnu Shridhar Wakankar (1919-88). Els estudis arqueològics revelen una seqüència contínua de cultures de l'Edat de Pedra, des del període Acheulià fins al Mesolític. Els abrics presenten diverses pintures interessants que mostren la vida de les persones que vivien a les cavernes, incloent escenes de naixements, danses i begudes, ritus religiosos i enterraments. Les pintures mostren també animals com els bisons, els elefants, els galls dindis, els rinoceronts i els tigres.
Segons l'arqueòloga Yiotsna Kamat, la dieta principal d'estes tribus eren fruites, cebes, mel, carn d'eriçó, senglar, cérvol, peix, tortugues i aus (inclòs el paó). No hi ha signes de vi o licor.